# Scania
Scania Aktiebolag (Scania AB) – szwedzkie przedsiębiorstwo produkujące samochody ciężarowe, ciągniki siodłowe, autobusy oraz silniki wysokoprężne dla pojazdów ciężarowych, morskich oraz różnych zastosowań przemysłowych, założone w 1891 roku w Malmö.

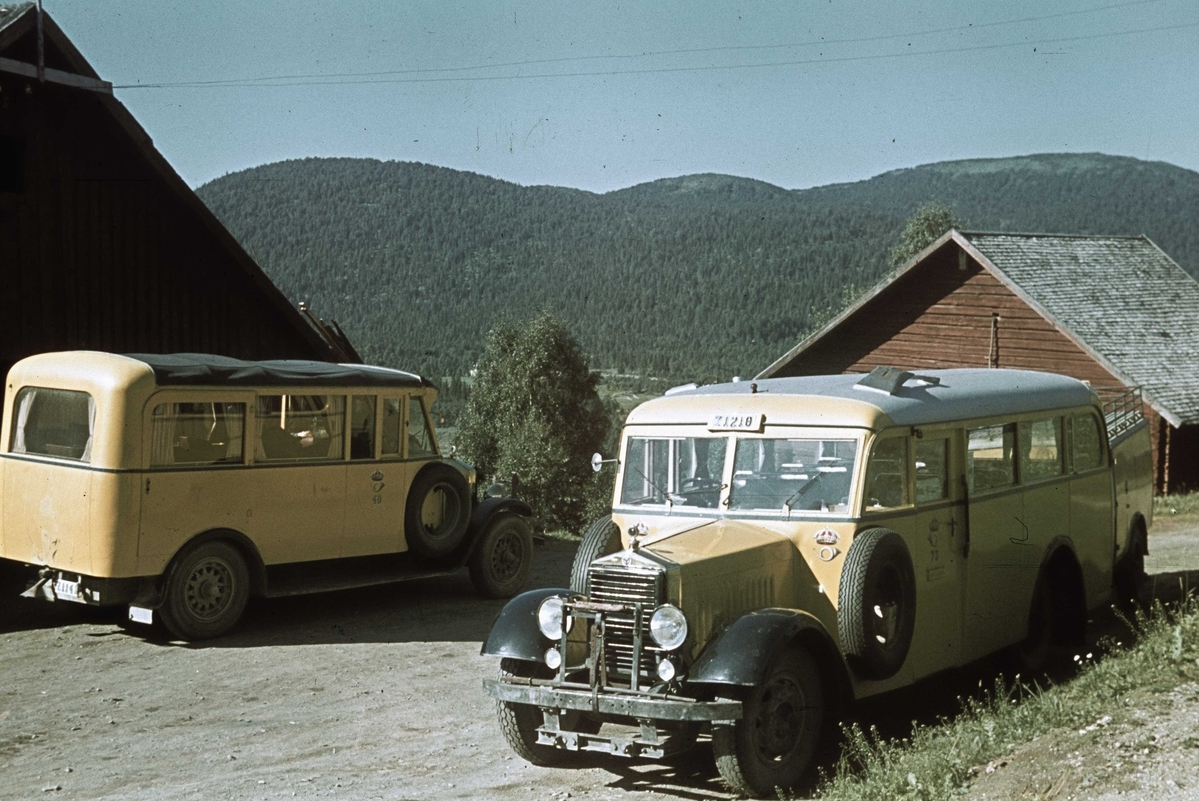
Autobus pocztowy Scania w 1939

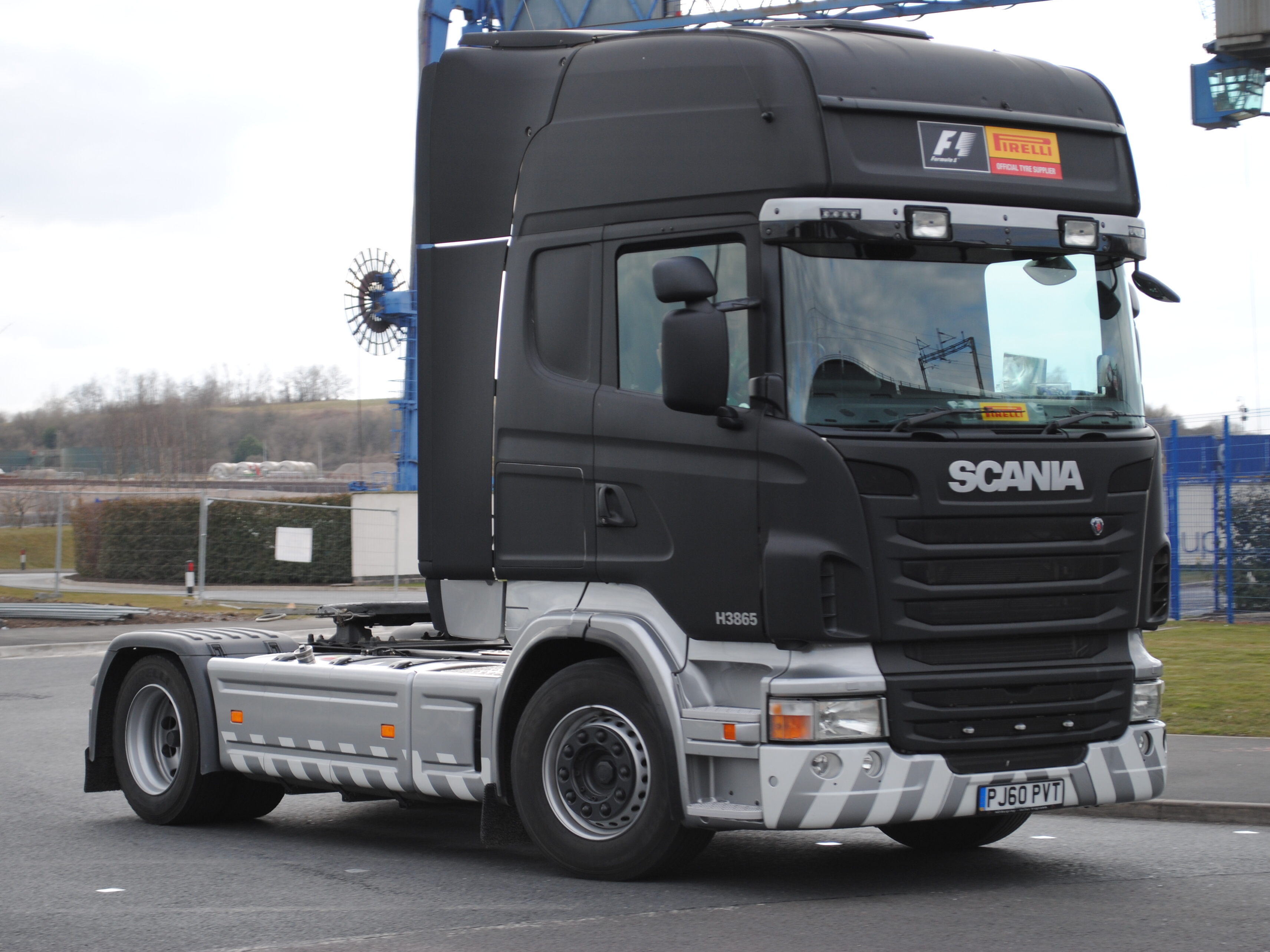
Scania serii R

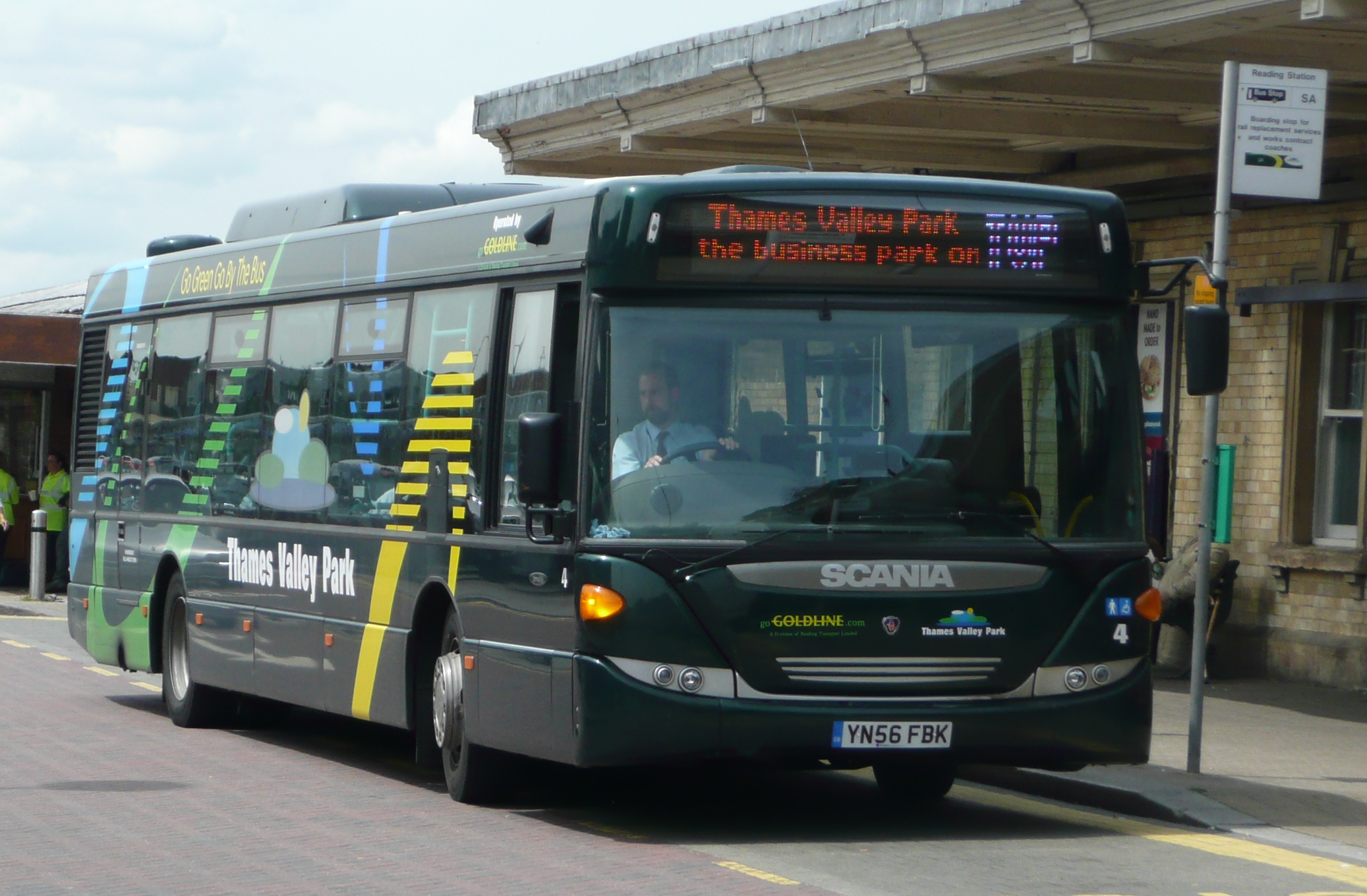
Scania OmniCity

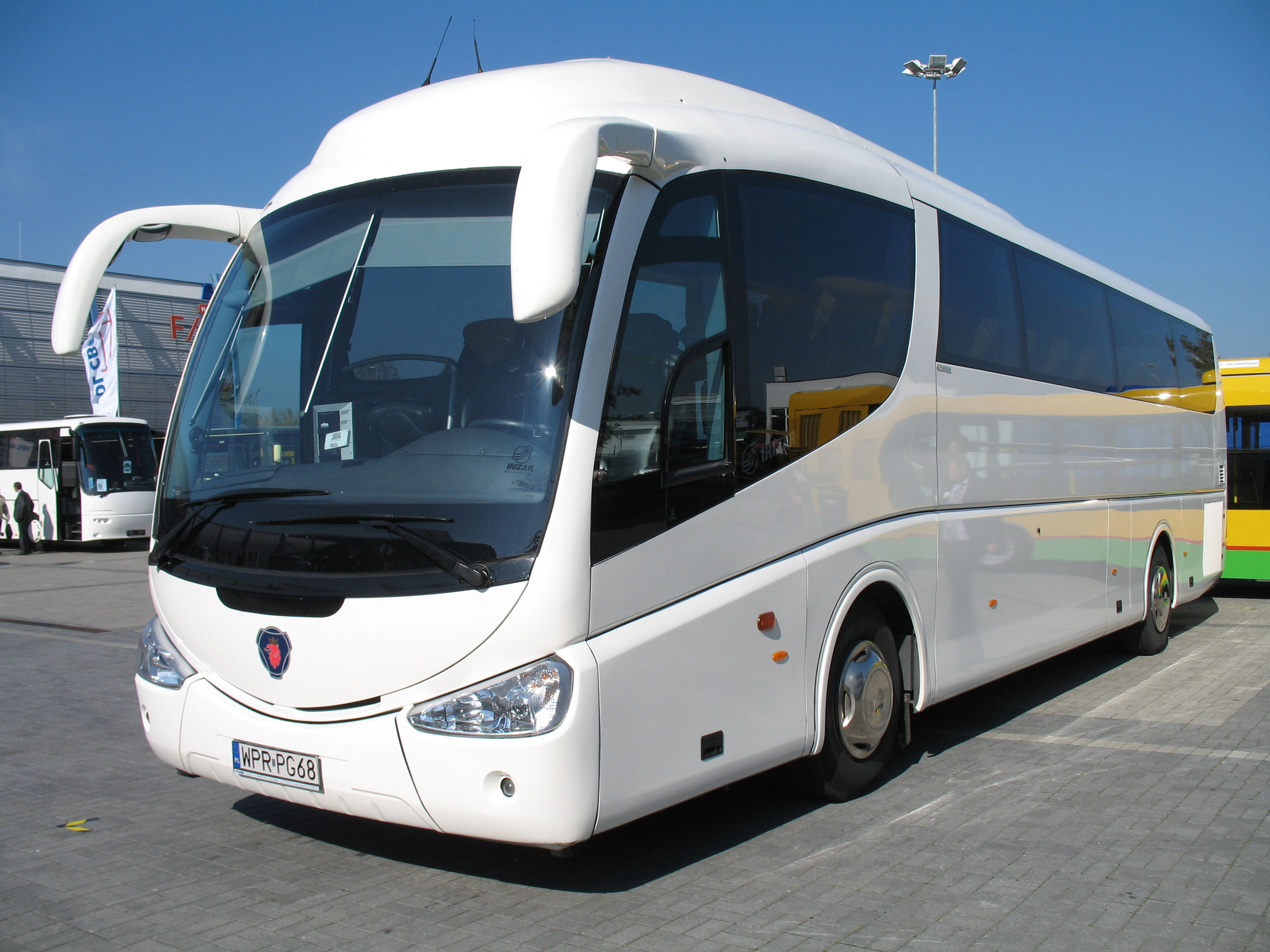
Scania Irizar

Nazwa Scania pochodzi od krainy Skania w Szwecji.

## Historia
Przedsiębiorstwo zostało założone przez Gustafa Eriksona w Malmö w 1891 roku pod nazwą Vagnfabriksaktiebolaget i Södertälje, czyli w języku polskim Fabryka Wagonów w Södertälje w skrócie Vabis zajmująca się produkcją wagonów kolejowych. W 1900 roku w Malmö została założona fabryka Maskinfabriksaktiebolaget Scania (pol. – Fabryka maszyn Sp. z o.o. w Skanii), która miała produkować rowery. Wkrótce Scania rozpoczęła także produkcję samochodów osobowych i ciężarowych. W 1902 roku rozpoczęto produkcję samochodów ciężarowych. W 1911 roku w wyniku połączenia przedsiębiorstwa z koncernem motoryzacyjnym Vagnsfabriks Aktiebolaget powstało przedsiębiorstwo o nazwie AB Scania-Vabis. W 1935 roku firma Scania została głównym przedstawicielem marki Volkswagen na rynku szwedzkim, a rok później wprowadziła na rynek pierwszy własny silnik wysokoprężny. W latach 50. rozpoczęto tworzenie sieci sprzedaży i serwisowej w Europie. W 1957 roku rozpoczęto produkcję samochodów ciężarowych w Brazylii. W 1966 roku firma Scania-Vabis przejęła Be-Ge Karosserifabrik, które od lat 40. produkowało kabiny dla ciężarówek. W 1969 roku Scania połączyła się ze szwedzkim producentem samochodów osobowych (oddział motoryzacyjny producenta maszyn lotniczych – Saab) – SAAB nosząc do rozwodu w 1995 roku nazwę Saab-Scania. W wyniku współpracy obie marki opracowały wspólne logo z gryfem z którego po rozwodzie w 1995 roku zniknęła nazwa Saab-Scania, a pojawiła się własna nazwa każdej z marek. Kiedy w 1995 roku koncerny rozdzieliły się, część produkująca pojazdy użytkowe otrzymała nazwę Scania AB.
Od 1916 roku głównym akcjonariuszem firmy była rodzina Wallenbergów. W późniejszym czasie sprawowała kontrolę nad firmą za pośrednictwem funduszu inwestycyjnego „Investor AB”. W ostatnich latach kilka koncernów motoryzacyjnych próbowało przejąć kontrolę nad Scanią skupując jej akcje. Próba podjęta przez Volvo AB została zablokowana przez urząd antymonopolowy Unii Europejskiej. W późniejszym czasie pakiety akcji przejęły koncerny MAN SE oraz Volkswagen AG, blokując sobie nawzajem możliwość przejęcia kontroli nad firmą. W marcu 2008 roku Volkswagen, który miał 20,89% akcji Scanii, dających prawo do niemal 38% głosów, odkupił od „Investor AB” i fundacji Wallenbergów pakiet akcji. W ten sposób zwiększył udziały do 37,73% akcji z prawem do 68,6% głosów. W dniu 13 maja 2014 roku Scania została całkowicie przejęta przez Volkswagena mającego od teraz 90,47% akcji, a także 96,26% praw do głosu w jej zarządzie.

## Modele samochodów

### Samochody ciężarowe
- serii 0
- serii 1
- serii 2
- serii 3
- serii 4
- serii G
- serii L
- serii P
- serii R
- serii T
- serii Streamline
- serii S

### Autobusy
- BR112
- Castrosua N94UA6x2
- Citywide
- CN94UA
- CN94UB
- CL94UB
- CL94UA
- CN113ALB
- CN113CLB
- CN113CLL
- CN270UA
- CN270UB
- CN280UA
- CL270UB
- CL270UA
- Irizar
- L270UB
- L94UB
- N113CLL

## Zakłady produkcyjne
- Argentyna:
  - San Miguel de Tucumán
- Brazylia:
  - São Bernardo do Campo
  - São Paulo
- Francja:
  - Angers
- Holandia:
  - Meppel
  - Zwolle
- Polska:
  - Słupsk (Scania Production Słupsk S.A.)
  - Kraków (SCANIA POLSKA S.A).
- Rosja:
  - Petersburg
- Szwecja:
  - Katrineholm
  - Luleå
  - Malmö
  - Oskarshamn
  - Södertälje